# Det grønne brud - en film om Eva Sørensen
Det grønne brud - en film om Eva Sørensen er en dansk portrætfilm fra 1983 instrueret af Ole Henning Hansen efter eget manuskript.

## Handling
Dokumentarfilm om den danske billedhugger Eva Sørensen, der bor og arbejder i Italien, hvor hendes foretrukne materiale findes, nemlig grøn granit.